# Дунай, Валерий Иванович
Валерий Иванович Дунай (4 августа 1970, г. Слуцк, Минская область) — белорусский физиолог. Кандидат биологических наук (1999), доцент (2004). Ректор Полесского государственного университета (с 2021 года).

## Биография
Окончил Белорусский государственный университет (специальность «Биология», 1995).
Работал в Белорусском государственном университете (с 1995, гуманитарный факультет, кафедра экологии человека, с 2008 — начальник кафедры), Международном государственном экологическом институте имени А. Д. Сахарова (2013—2015, ректор), Белорусском государственном университете физической культуры (2015—2017, первый проректор), Институте современных знаний имени А. М. Широкова (2017—2021, первый проректор).
11 марта 2021 года назначен ректором Полесского государственного университета.
Научные интересы: биология развития; нормальная физиология.